# Église Saint-Martial d'El Colomer
L’église Saint-Martial (catalan : església de Sant Marçal ; espagnol : iglesia de San Marcial) est un édifice religieux situé à Amer (Catalogne, Espagne). Elle est inscrite à l'inventaire comme bien culturel d'intérêt local.

## Architecture
Située un peu à l'extérieur d'Amer, dans le complexe rural de El Colomer, l'église est composée d'une nef unique, construite en pierre, avec un clocher-porche supportant deux cloches, à l'ouest. Un portique ajouté postérieurement à sa construction a probablement été démonté par la suite. Une nouvelle abside est ajoutée en 1970, de plan carré, constituée de panneaux en béton armé, et reposant sur un petit fossé. De cette même époque datent les aménagements extérieurs et intérieurs : dallage extérieur et intérieur, table de communion, portes en bois (aujourd'hui repeintes en gris), appliques... Il ne reste aujourd'hui à l'intérieur que la table de communion.

## Histoire
La chapelle dépendait du monastère de Sainte-Marie d'Amer, et se trouve à l'extérieur du centre d'Amer, à environ 3 kilomètres du monastère. Construite au XIe siècle, elle fut reconstruite au XVIe siècle, après sa destruction par un tremblement de terre. Après deux autres interventions (XVIIe siècle, puis en 1939), la chapelle est achetée par un entrepreneur qui confie sa restauration et agrandissement à l'architecte vénitien Mirco Ravanne (1928-1991), déjà auteur de la restauration et transformation du couvent des Capucins de Sion (Suisse).

### Agrandissement de 1990
La construction aurait dû alors être intégrée dans un complexe hôtelier, mais le projet complet ne verra jamais le jour, et seul l'agrandissement de l'église par Mirco Ravanne est réalisé entre 1989 et 1990.
Ce nouveau projet ne touche pas la structure de l'ancienne église. Mirco Ravanne souhaite alors que son intervention soit la moins invasive possible. Comme déjà pour le couvent de Sion, il examine et étudie le bâtiment existant, son histoire et son environnement, afin de structurer son intervention, et avec une attention particulière aux détails constructifs de forte identité culturelle locale.
La partie ancienne est constituée d'un édifice en pierre avec une toiture à deux pans, en tuiles. À l'ouest, un clocher-porche supporte deux cloches.
Mirco Ravanne crée à l'est une nouvelle abside en béton, autoportante, et dont l'espace est conçu à partir d'une trame déduite de l'espace de la nef existante.
Tous les éléments de son projet sont imaginés en relation entre eux, pour créer un ensemble harmonieux. À l'extérieur, les fondations de l'abside reposent sur un fossé, rappel du cours d'eau souterrain. L'architecte va également créer un nouveau dallage (intérieur et extérieur), des nouvelles portes en bois (principale et latérale), des vitraux, une corniche extérieure (rappel d'observations sur les églises vénitiennes), et enfin une table de communion en béton, surmontée d'un plateau en marbre.